# うぇるかむ!
『うぇるかむ!』は、あゆみゆい/作画・芳村杏/原作による日本の漫画作品。
『なかよし』（講談社）にて1991年5月号から1992年3月号まで連載された。全11話。単行本は同社の講談社コミックスなかよしより全2巻。また、1992年に芳村杏により小説化され、講談社X文庫ティーンズハートより全1巻が刊行された。

## 書誌情報
- あゆみゆい・芳村杏 『うぇるかむ!』 講談社〈講談社コミックスなかよし〉、全2巻
  1. 1992年1月9日第1刷発行、ISBN 4-06-178707-1
  2. 1992年8月6日第1刷発行、ISBN 4-06-178725-X